# Pierre de Ségur
Pierre de Ségur (París, 23 de febrero de 1853 - París, 13 de agosto de 1916) fue un escritor e historiador francés.
Era el hijo mayor de Anatole, marqués de Ségur, y de Cécile Cuvelier, por lo que era nieto de la Condesa de Ségur.
Fue elegido por la Academia Francesa para ocupar el asiento número 5 en 1907.

## Obras
- Le maréchal de Ségur, 1895
- La dernière des Condé, 1899
- Jeunesse du maréchal de Luxembourg, 1900
- Gens d'autrefois, 1903
- Parmi les cyprès et les lauriers, 1912